# Colonne de la duchesse d'Angoulême (Angoulême)
Pour l’article homonyme, voir Colonne de la duchesse d'Angoulême (Saint-Florent-le-Vieil).
Pour l’article homonyme, voir Colonne de la duchesse d'Angoulême (Luz-Saint-Sauveur).
La colonne de la duchesse d'Angoulême est un monument protégé des monuments historiques situé à Angoulême, en France.

## Localisation
L'édifice est situé sur la commune d'Angoulême, dans le département français de la Charente. Elle occupe le lacet de l'avenue Wilson, en dessous du rempart de Beaulieu et du Jardin vert, à mi-pente.

## Historique

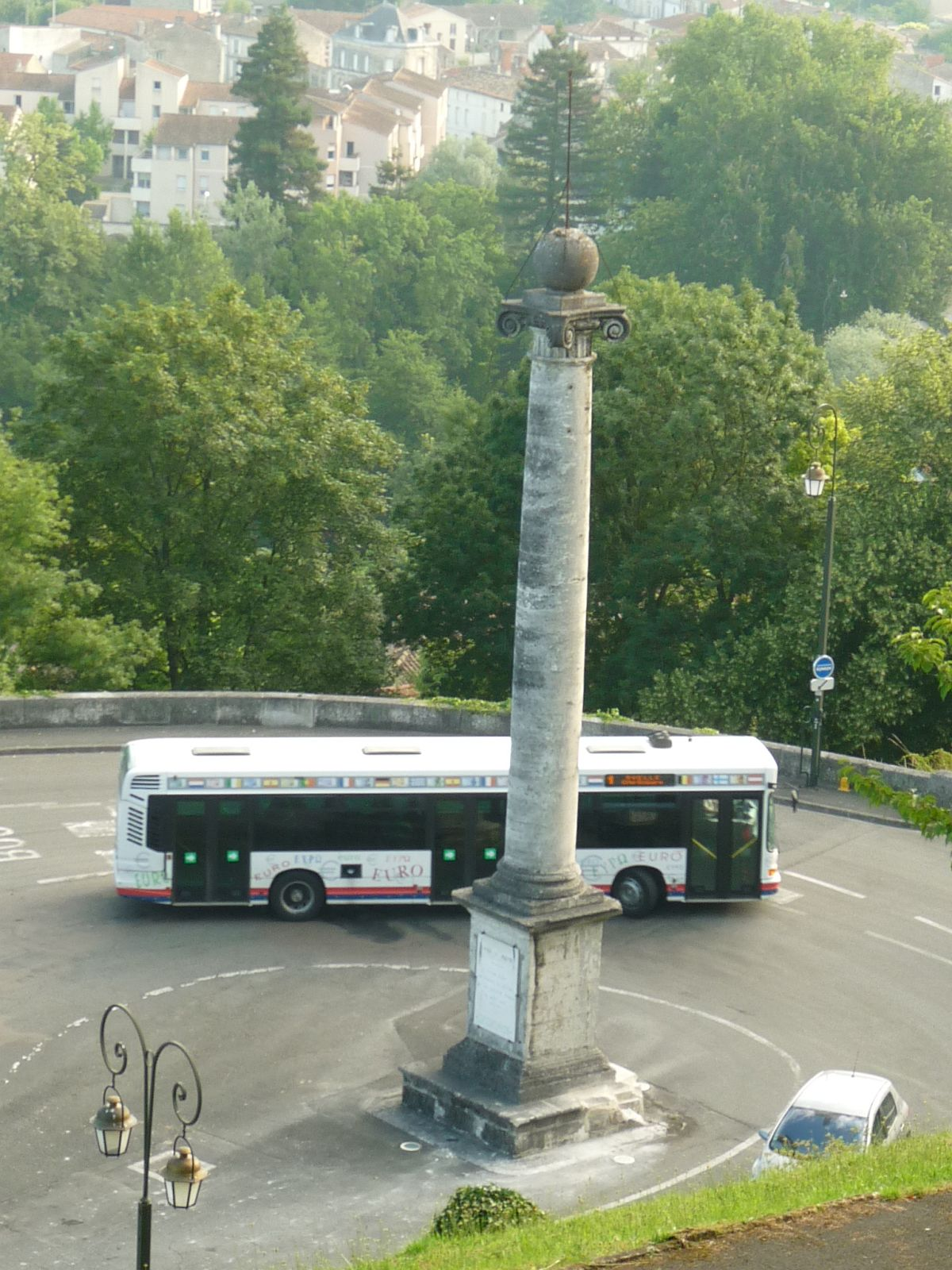
La colonne vue du Jardin vert

La colonne a été érigée en 1816, lors de la Seconde Restauration, pour célébrer le passage de Marie-Thérèse, fille aînée du roi Louis XVI et épouse du duc d'Angoulême, le 18 août 1815 dans la ville. Le duc d'Angoulême était le fils aîné du comte d'Artois et futur roi Charles X. Cette époque troublée était celle de la première abdication de Napoléon et du retour des royalistes. Angoulême aura vu passer Napoléon en 1809, le duc d'Angoulême en 1814 et sa femme en 1815,.
Le passage de la duchesse d'Angoulême, initialement prévu le 14 mars 1815, fut empêché par le débarquement de Napoléon le 1er mars au golfe Juan, et fut donc repoussé de quelques mois à cause des Cent-Jours, le 18 août ou le 25 septembre selon les sources,,,.
L'avenue sur laquelle elle a été construite s'appelait officiellement le chemin de la Rotonde, mais elle était surnommée chemin de la Folie avant 1815 (à cause des sommes relativement importantes pour l'ouverture de cette avenue en 1808), s'est appelée en cet honneur le Chemin de Madame,. Le nom actuel, avenue du président Wilson, date du début du XXe siècle.
La colonne est inscrite au titre des monuments historiques le 29 novembre 1948.